# 最好的老師
《最好的教師》是日本電視台於2023年7月15日至9月23日播出的週六連續劇，由松岡茉優主演。
臺灣由KKTV、Hami Video於2023年7月16日起跟播。

## 劇情
故事講述九條里奈（松岡茉優）是鳳來高校3年D班的班導，同時擔任化學教師，因為順應時代而放棄理解學生。畢業典禮當天，她被班上一位學生從4樓推下，本已死去的她卻穿越時空回到1年前。於開學典禮當天的教室面對1年後將會殺死自己的30名學生疑犯，她決定這要好好直面他們，帶著覺悟展開完全顛覆教室及人生的教育。

## 登場人物

### 主要人物
- 九條里奈：松岡茉優[1]（粵語配音：楊婉潼）

女主角。3年D班班主任。化學老師。
- 鵜久森葉：蘆田愛菜[1]（粵語配音：何芷心）
- 星崎透：奧平大兼[2]（粵語配音：陳成港）
- 相樂琉偉：加藤清史郎[3]（粵語配音：潘昀雋）
- 東風谷葵：當真Ami[3]（粵語配音：李索真）
- 西野美月：茅島水樹[4]（粵語配音：成樂怡）
- 九條蓮：松下洸平[5]（粵語配音：黃文軒）

### 鳳來高校

#### 3年D班
- 阿久津由利：藤崎由美亞[6]
- 生田彌生：莉子[6]（粵語配音：李明心）
- 瓜生陽介：山時聰真[6]（粵語配音：翁兆德）
- 江波美里：本田仁美（AKB48）[6]（粵語配音：楊樂瑤） [6]
- 神樂誠：丈太郎[6]（粵語配音：黃文軒）
- 金澤優芽：田鍋梨梨花[3]（粵語配音：黎梓彤）
- 貴島千里子：藤嶋花音[3]
- 倉知夕夏：岡井美音[3]（粵語配音：李明心）
- 向坂俊二：淺野竣哉[3]（粵語配音：郭湛深）
- 迫田龍輝：橘優輝[4]（粵語配音：張添勝）
- 栖原龍太郎：窪塚愛流[4]（粵語配音：譚禹晉）
- 月野春香：柿原玲佳[4]（粵語配音：楊樂瑤）
- 遠山泰次郎：岩瀨洋志[4]
- 中園胡桃：寺本莉緒[4]（粵語配音：黎梓彤）
- 野邊桐子：田牧空[2]
- 日暮有河：萩原護[2]（粵語配音：李家傑）
- 藤原大志：山下幸輝[2]
- 不破大成：Noserin[2]
- 穗積渚：白倉碧空[2]
- 眉村紘一：福崎那由他[7]
- 瑞奈仁香：詩羽[7]（粵語配音：黎梓彤）
- 目白直紀：川本光貴[7]（粵語配音：陳成港）
- 森海悠仁：阪本颯希[7]
- 蓬田健斗：夏生大湖[7]
- 渡會華：田中美久（HKT48）[7]

#### 教職員工
- 我修院學：荒川良良[5]（粵語配音：李家傑）

教務主任。
- 森育男：細田善彥 [5]（粵語配音：郭湛深）

里奈的同事。3年A班班主任，公民老師。
- 林結起哉：犬飼貴丈[5]（粵語配音：翁兆德）

里奈的同事。3年B班班主任，國文老師。
- 花村千代子：長井短[5]（粵語配音：李索真）

里奈的同事。3年C班班主任，地理歷史老師。
- 巡涉：粟大和

英語老師。
- 宮崎彰：黃地裕樹

數學老師。

### 其他人物
- 勝見夏穗：早彩（LALANDE）[5]（粵語配音：王綺婷）

里奈以前的同學。
- 早乙女智美：森田望智（第2話 - 最終話）[8]（粵語配音：楊樂瑤）

居酒屋老闆，也是里奈和勝見的好友，同時都是陽介擔任兼職的僱主。3人就讀同一所高中，但是因財務問題而退學。
- 瓜生梓：中島亞梨沙（第2話）（粵語配音：李索真）

陽介的母親。
- 瓜生亮二、瓜生勇樹（第2話）（粵語配音：王綺婷、成樂怡）

陽介的弟弟。
- 鵜久森美雪：吉田羊（第4話・第6話 - 第9話）[9]

鵜久森叶的母親。
- 浜岡修吾：青木柚（第4話 - 最終話）[9]

美里的青梅竹馬。

## 製作團隊
- 編劇：
- 導演：鈴木勇馬、二宮崇
- 配樂：松本晃彥
- 主題曲：菅田將暉（Sony Music Labels）[10]
- 執行製作人：田中宏史
- 製作人：福井雄太、鈴木努、秋元孝之
- 製作協力：Office Crescendo
- 製作著作：日本電視台

## 播出日程
- 第4話因轉播《橄欖球Challenge Cup》（ 日本× 斐濟）而延後10分鐘播出（22:10 - 23:04）。
- 8月26日因播出「24小時電視 「愛心救地球」46」，停止播出一次。

| 集數                                                                      | 播出日期 | 副標題 | 中文標題(Viu)  | 電視資訊欄 | 導演     | 收視率 |
| ------------------------------------------------------------------------- | -------- | ------ | -------------- | ---------- | -------- | ------ |
| 第1話                                                                     | 7月15日  |        | 向受傷的你問好 |            | 鈴木勇馬 | 6.5%   |
| 第2話                                                                     | 7月22日  |        | 你想說的話     |            | 鈴木勇馬 | 5.8%   |
| 第3話                                                                     | 7月29日  |        | 善良的你       |            | 鈴木勇馬 | 6.0%   |
| 第4話                                                                     | 8月05日  |        | 容身之處       |            | 二宮崇   | 5.2%   |
| 第5話                                                                     | 8月12日  |        | 怪人           |            | 二宮崇   | 6.2%   |
| 第6話                                                                     | 8月19日  |        | 第二遍人生     |            | 鈴木勇馬 | 5.7%   |
| 第7話                                                                     | 9月02日  |        | 去世           |            | 松田健斗 | 5.2%   |
| 第8話                                                                     | 9月09日  |        | 告訴我們真相吧 |            | 鈴木勇馬 | 4.6%   |
| 第9話                                                                     | 9月16日  |        | 致猶豫不決的你 |            | 鈴木勇馬 | 6.0%   |
| 最終話                                                                    | 9月23日  |        | 畢業典禮       |            | 鈴木勇馬 | 7.4%   |
| 平均收視率 5.9%（收視率由Video Research調查關東地區、家戶的即時統計資料） |          |        |                |            |          |        |

## 獎項
| 年份   | 名稱              | 獎項           | 提名者/獲獎者              | 結果 |
| ------ | ----------------- | -------------- | -------------------------- | ---- |
| 2023年 | 第117回日劇學院賞 | 最佳作品       | 最好的老師                 | 提名 |
| 2023年 | 第117回日劇學院賞 | 最佳女主角     | 松岡茉優                   | 獲獎 |
| 2023年 | 第117回日劇學院賞 | 最佳男配角     | 松下洸平                   | 提名 |
| 2023年 | 第117回日劇學院賞 | 最佳女配角     | 蘆田愛菜                   | 獲獎 |
| 2023年 | 第117回日劇學院賞 | 最佳電視劇歌曲 | 《Yours》菅田將暉          | 提名 |
| 2023年 | 第117回日劇學院賞 | 最佳導演       | 鈴木勇馬、二宮崇、松田健斗 | 提名 |
| 2023年 | 第117回日劇學院賞 | 最佳劇本       | ツバキマサタカ (茶花正孝)  | 提名 |

## 外部連結
- 電視劇官方網站（日語）
  - 電視劇的X（前Twitter）
  - 電視劇的Instagram帳戶
  - 電視劇的TikTok

| 日本 日本電視台 週六連續劇            | 日本 日本電視台 週六連續劇                                  | 日本 日本電視台 週六連續劇 |
| ------------------------------------- | ----------------------------------------------------------- | -------------------------- |
|                                       | 最好的老師 （2023年7月15日－9月23日）                       |                            |
| 巧克力醫生 （2023年4月22日－6月24日） | 稅調～「繳不了稅」是有原因的～ （2023年10月14日－12月23日） |                            |

| 臺灣 緯來日本台 每週一至五 22:00 - 23:00 | 臺灣 緯來日本台 每週一至五 22:00 - 23:00                                                    | 臺灣 緯來日本台 每週一至五 22:00 - 23:00 |
| ---------------------------------------- | ------------------------------------------------------------------------------------------- | ---------------------------------------- |
|                                          | 最佳班導 （2023年11月13日－11月24日）                                                       |                                          |
| 一兆$遊戲 （2023年10月30日－11月10日）   | 家政夫三田園5 （重播） （2023年11月27日－12月6日）家政夫三田園6 （2023年12月7日－12月19日） |                                          |